# Hydrovatus soror
Hydrovatus soror är en skalbaggsart som beskrevs av Olof Biström 1997. Hydrovatus soror ingår i släktet Hydrovatus och familjen dykare. Inga underarter finns listade i Catalogue of Life.